# ارک زنس-گوریوس
ارک زنس-گوریوس (انگلیسی: Erk Sens-Gorius؛ زادهٔ ۲۵ ژانویهٔ ۱۹۴۶) شمشیرباز اهل آلمان بود.
وی در مسابقات کشوری و بین‌المللی در مجموع برندهٔ ۱ مدال طلا شده‌است.